# Dandadan
Dandadan (jap. ダンダダン) ist eine Manga-Serie von Yukinobu Tatsu, die seit 2021 in Japan erscheint. Die romantische Komödie und Action-Fantasy erzählt von zwei Oberschülern, die vom Okkulten begeistert sind und bei ihren Nachforschungen selbst den Kontakt damit erleben und übernatürliche Fähigkeiten erwerben. Der Manga wurde in mehrere Sprachen übersetzt, darunter auch ins Deutsche. 2024 lief eine Umsetzung als Anime.

## Inhalt
Ken Takakura (高倉 健) ist begeistert von übernatürlichen Dingen wie Außerirdischen, glaubt aber nicht an Geister. Wegen seines Hobbys wird er, abgeleitet von „okkult“, auch Okarun genannt. Momo Ayase (綾瀬 桃) dagegen glaubt an Geister, aber nicht an Außerirdische. Sie ist ein Fan des Schauspielers Ken Takakura und war mit ihrem letzten Freund nur zusammen, weil er wie Takakura aussieht. Okarun dagegen sieht dem gar nicht ähnlich, weswegen sie ihn nur bei seinem Spitznamen nennt. Die beiden wollen herausfinden, wer von beiden mit seiner Meinung über das Okkulte Recht hat, und besuchen Orte, an denen übernatürliche Phänomene beobachtet werden. Beide werden mit dem Übernatürlichen konfrontiert und müssen ihre Differenzen überwinden: Sowohl Außerirdische als auch Geister existieren. Ayase erfährt bei einer Entführung durch außerirdische „Serporianer“, dass sie selbst psychokinetische Kräfte hat. Takakura wiederum wird von einem Geist, einer „Turbo-Oma“, besessen und kann sich mit übernatürlicher Geschwindigkeit bewegen und teleportieren.

## Veröffentlichung
Der Manga erscheint seit April 2021 im Online-Magazin Shōnen Jump+ des Verlags Shūeisha. Dieser brachte die Kapitel auch gesammelt in bisher 19 Bänden heraus (Stand: April 2025). Die Serie wurde nominierte für den Next Manga Award 2021 und den Manga Taishō 2022.
Eine deutsche Übersetzung von Jürgen Seebeck wird seit März 2023 von Crunchyroll in bisher 16 Bänden herausgegeben (Stand Juli 2025). Eine englische Fassung erscheint bei Viz Media, spanische bei Editorial Panini, Editorial Ivrea, und Norma Editorial, eine italienische bei J-Pop und eine polnische bei Studio JG.
| Band | Japanisch        | Japanisch              | Deutsch          | Deutsch                |
| Band | Veröffentlichung | ISBN                   | Veröffentlichung | ISBN                   |
| ---- | ---------------- | ---------------------- | ---------------- | ---------------------- |
| 01   | 4. Aug. 2021     | ISBN 978-4-08-882599-1 | 9. März 2023     | ISBN 978-2-88951-711-4 |
| 02   | 4. Okt. 2021     | ISBN 978-4-08-882804-6 | 9. März 2023     | ISBN 978-2-88951-712-1 |
| 03   | 3. Dez. 2021     | ISBN 978-4-08-882854-1 | 4. Mai 2023      | ISBN 978-2-88951-713-8 |
| 04   | 4. März 2022     | ISBN 978-4-08-883046-9 | 6. Juli 2023     | ISBN 978-2-88951-714-5 |
| 05   | 2. Mai 2022      | ISBN 978-4-08-883103-9 | 7. Sep. 2023     | ISBN 978-2-88951-715-2 |
| 06   | 4. Aug. 2022     | ISBN 978-4-08-883208-1 | 3. Nov. 2023     | ISBN 978-2-88951-716-9 |
| 07   | 4. Okt. 2022     | ISBN 978-4-08-883270-8 | 12. Jan. 2024    | ISBN 978-2-88951-717-6 |
| 08   | 4. Jan. 2023     | ISBN 978-4-08-883370-5 | 8. März 2024     | ISBN 978-2-88951-718-3 |
| 09   | 3. März 2023     | ISBN 978-4-08-883414-6 | 3. Mai 2024      | ISBN 978-2-88951-719-0 |
| 10   | 2. Mai 2023      | ISBN 978-4-08-883503-7 | 5. Juli 2024     | ISBN 978-2-88951-720-6 |
| 11   | 4. Aug. 2023     | ISBN 978-4-08-883599-0 | 6. Sep. 2024     | ISBN 978-2-88951-962-0 |
| 12   | 4. Dez. 2023     | ISBN 978-4-08-883726-0 | 8. Nov. 2024     | ISBN 978-2-88951-963-7 |
| 13   | 4. Jan. 2024     | ISBN 978-4-08-883841-0 | 10. Jan. 2025    | ISBN 978-2-88951-964-4 |
| 14   | 4. Apr. 2024     | ISBN 978-4-08-883897-7 | 7. März 2025     | ISBN 978-2-88951-965-1 |
| 15   | 4. Juli 2024     | ISBN 978-4-08-884054-3 | 2. Mai 2025      | ISBN 978-2-88951-966-8 |
| 16   | 4. Okt. 2024     | ISBN 978-4-08-884227-1 | 4. Juli 2025     | ISBN 978-2-88951-967-5 |
| 17   | 1. Nov. 2024     | ISBN 978-4-08-884259-2 |                  |                        |
| 18   | 4. Jan. 2025     | ISBN 978-4-08-884340-7 |                  |                        |
| 19   | 4. Apr. 2025     | ISBN 978-4-08-884470-1 |                  |                        |
| 20   | 4. Juli 2025     | ISBN 978-4-08-884592-0 |                  |                        |

## Anime-Adaption
Im November 2023 wurde angekündigt, dass zum Manga beim Studio Science Saru eine Anime-Adaption produziert wird. Regie führte Fūga Yamashiro und die Drehbücher schrieb Hiroshi Seko. Das Charakterdesign stammt von Naoyuki Onda und die künstlerische Leitung lag bei Junichi Higashi, während Kazuto Izumita für die Kameraführung verantwortlich war. Die Tonarbeiten leitete Eriko Kimura.
Die Serie lief vom 1. Oktober bis 20. Dezember 2024 im japanischen Fernsehen, übertragen von MBS und TBS. Zuvor gab es ab dem 31. August 2024 internationale Kinoaufführungen der ersten Folgen als Anime-Film Dan Da Dan: First Encounter (ダンダダン：ファースト・エンカウンター Dandadan: Fāsuto Enkauntā). Parallel zur japanischen Fernsehausstrahlung wurde der Anime auf diversen Onlineplattformen per Streaming verbreitet. Veröffentlicht wurden Fassungen mit Untertiteln in diversen Sprachen sowie Synchronfassungen unter anderem auf Deutsch.
Nach Ende der ersten Staffel wurde eine zweite Staffel für Juli 2025 angekündigt, die bei Crunchyroll und Netflix ausgestrahlt werden soll.

### Synchronisation
Es entstanden zwei deutsche Synchronisationen, die beide parallel zur japanischen Ausstrahlung wöchentlich veröffentlicht wurden. Eine deutsche Synchronfassung entstand bei Oxygen Sound Studios unter der Regie von René Dawn-Claude für ADN, die auch bei Crunchyroll zu hören ist. Die andere Synchronfassung entstand bei Interopa Film unter der Regie von Maurice Taube für Netflix.
| Rolle                 | japanischer Stimme (Seiyū) | deutsche Stimme (ADN)    | deutsche Stimme (Netflix)            |
| --------------------- | -------------------------- | ------------------------ | ------------------------------------ |
| Momo Ayase            | Shion Wakayama             | Franciska Friede         | Jenny Maria Meyer                    |
| Ken „Okarun“ Takakura | Natsuki Hanae              | Vincent Borko            | Tim Kreuer                           |
| Seiko Ayase           | Nana Mizuki                | Claudia Urbschat-Mingues | Natascha Geisler                     |
| Turbo Granny          | Mayumi Tanaka              | Denise Gorzelanny        | Philine Peters-Arnolds               |
| Alien Serpo           | Kazuya Nakai               | Rainer Fritzsche         | Nic Romm, Philippa Jarke, Peter Sura |

### Musik
Die Musik der Serie komponierte Kensuke Ushio. Das Vorspannlied ist Otonoke von Creepy Nuts und für den Abspann verwendete man das Lied Taidada von Zutomayo.

### Episodenliste
| Nr. | Deutscher Titel                               | Originaltitel                                                                  | Erstausstrahlung Japan | Deutschsprachige Erstausstrahlung (D) |
| --- | --------------------------------------------- | ------------------------------------------------------------------------------ | ---------------------- | ------------------------------------- |
| 1   | Wenn das mal nicht der Anfang einer Liebe ist | それって恋のはじまりじゃんよ Sorette Koi no Hajimari jan yo                    | 4. Okt. 2024           | 3. Okt. 2024                          |
| 2   | Wenn das mal kein Alien ist                   | それって宇宙人じゃね Sorette Uchūbito ja ne                                    | 11. Okt. 2024          | 10. Okt. 2024                         |
| 3   | Wenn sich da mal nicht die Omas prügeln       | ババアとババアが激突じゃんか Babā to Babā ga Gekitotsu jan ka                  | 18. Okt. 2024          | 17. Okt. 2024                         |
| 4   | Lass uns die Turbo-Oma plattmachen            | ターボババアをぶっ飛ばそう Tābo Babā o Buttobasō                               | 25. Okt. 2024          | 24. Okt. 2024                         |
| 5   | Wo sind meine Eier?                           | タマはどこじゃんよ Tama wa Doko jan yo                                         | 1. Nov. 2024           | 31. Okt. 2024                         |
| 6   | Eine gefährliche Frau                         | ヤベー女がきた Yabē Onna ga Kita                                               | 8. Nov. 2024           | 7. Nov. 2024                          |
| 7   | Zu einer besseren Welt                        | 優しい世界へ Yasashī Sekai e                                                   | 15. Nov. 2024          | 14. Nov. 2024                         |
| 8   | Ich habe ein komisches Gefühl                 | なんかモヤモヤするじゃんよ Nanka Moyamoya Suru jan yo                          | 22. Nov. 2024          | 21. Nov. 2024                         |
| 9   | Verschmelzt! Serpo-Dover-Dämon-Nessie!        | 合体！セルポドーバーデーモンネッシー！ Gattai! Serupo Dōbā Dēmon Nesshī!       | 29. Nov. 2024          | 28. Nov. 2024                         |
| 10  | Schon mal eine Viehmutation gesehen?          | キャトルミューティレーションを君は見たか Kyatoru Myūtirēshon o Kimi wa Mita ka | 6. Dez. 2024           | 5. Dez. 2024                          |
| 11  | Die erste Liebe                               | 初恋の人 Hatsukoi no Hito                                                      | 13. Dez. 2024          | 12. Dez. 2024                         |
| 12  | Das verfluchte Haus                           | 呪いの家ヘレッツゴー Noroinoie Herettsugō                                      | 20. Dez. 2024          | 19. Dez. 2024                         |